# Лука Лаквехеліані
Лука Лаквехеліані (груз. ლუკა ლაკვეხელიანი, нар. 20 жовтня 1998, Тбілісі, Грузія) — грузинський футболіст, фланговий захисник тбіліського «Динамо».

## Ігрова кар'єра

### Клубна
Лука Лаквехеліані є вихованцем столичного клубу «Сабуртало». З 2015 року футболіста почали залучати до матчів першої команди. За час виступів у складі «Сабуртало» Лаквехеліані вигравав Кубок та Суперкубок Грузії, а також ставав |чемпіоном країни.
Перед сезоном 2020/21 футболіст перейшов до угорського клубу «Мезйокйовешд». Але він так і не зміг стати повноцінним гравцем основи, провівши за три сезони лише 21 гру. І в березні 2023 року, після закінчення свого контракту в Угорщині, Лаквехеліані повернувся до Грузії, де приєднався до столичного «Динамо».

### Збірна
З 2018 по 2019 роки футболіст провів шість матчів у складі молодіжної збірної Грузії.

## Титули
Сабуртало
 Чемпіон Грузії: 2018
 Переможець Кубка Грузії: 2019
 Переможець Суперкубка Грузії: 2020